# Horóscopos de Durango
Les Horóscopos de Durango forment un groupe de pasito duranguense composé de Mexicano-Américains.  Fondé en 1975 à Chicago (Illinois, États-Unis d'Amérique) par Armando Terrazas, le groupe a remporté 5 prix billboard en 2005 et 2006,.  Plusieurs de leurs albums ont été parmi les premiers des Top Latin Album du Billboard (Locos De Amor, 2004, n°3 ; Y Seguimos Con Duranguense!!!, 2005, n°2 ; Desatados, 2006, n°4 ; Ayer Hoy Y Siempre, 2008, n°8) et le single Dos Locos (2004) a été classé n°3 du Hot Latin Songs,

## Discographie
arabe 
devanagari
cyrillique
scingalai
tammoul
khmer

### Albums
- Ayer, Hoy y Siempre, 2008
- Desatados, 2006
- Con sabor a polkas, 2005
- Antes Muertas Que Sencillas, 2005
- Locos De Amor, 2004
- Puras De Rompe Y Rasga, 2004